# Lê Xuân Hải
Lê Xuân Hải là kiểm sát viên cao cấp người Việt Nam. Ông hiện giữ chức vụ Phó viện trưởng Viện kiểm sát nhân dân cấp cao tại Thành phố Hồ Chí Minh. Ông từng là Viện trưởng Viện kiểm sát nhân dân tỉnh An Giang. Ông là đảng viên Đảng Cộng sản Việt Nam.

## Tiểu sử
Lê Xuân Hải nguyên là Viện phó Viện phúc thẩm 3, Viện kiểm sát nhân dân tối cao Việt Nam, nguyên Trưởng phòng 1 Viện kiểm sát nhân dân Thành phố Hồ Chí Minh.
Ngày 15 tháng 6 năm 2015, Lê Xuân Hải được bổ nhiệm làm Phó viện trưởng Viện kiểm sát nhân dân cấp cao tại Thành phố Hồ Chí Minh. Viện này vừa được thành lập chính thức vào ngày 1 tháng 6 năm 2015.
Ngày 18 tháng 9 năm 2015, Lê Xuân Hải được bổ nhiệm làm thành viên Ủy ban kiểm sát Viện kiểm sát nhân dân cấp cao tại Thành phố Hồ Chí Minh.
Ngày 15 tháng 12 năm 2016, Lê Xuân Hải được Viện trưởng Viện kiểm sát nhân dân tối cao Việt Nam luân chuyển và bổ nhiệm giữ chức vụ Viện trưởng Viện kiểm sát nhân dân tỉnh An Giang thời hạn 5 năm (theo Quyết định số 47/QĐ-VKSTC).

Năm 2017, ông là Bí thư Ban cán sự Đảng Cộng sản Việt Nam tại Viện kiểm sát nhân dân tỉnh An Giang.
Kể từ ngày 15 tháng 3 năm 2023, Lê Xuân Hải được  Viện trưởng Viện kiểm sát nhân dân tối cao Việt Nam luân chuyển và bổ nhiệm giữ chức vụ Phó viện trưởng Viện kiểm sát nhân dân cấp cao tại Thành phố Hồ Chí Minh nhiệm kỳ 5 năm